# 파리 36의 기적
파리 36의 기적(Faubourg 36, Paris 36)은 체코에서 제작된 크리스토퍼 파라티에 감독의 2008년 드라마 영화이다. 제라르 쥐노 등이 주연으로 출연하였고 니콜라스 마우베르나이 등이 제작에 참여하였다.

## 출연

### 주연
- 제라르 쥐노
- 클로비스 코르니악
- 카드 므라드
- 노라 아르네제더

### 조연
- 피에르 리샤르
- 버나드 피에르 도나디우
- 막상스 페렝
- 프랑소와 모렐
- 엘리자베스 비탈리
- 크리스토프 쿠로츠키네
- 에릭 나가르
- 에릭 프랫
- 줄리앙 코르비
- 필립 뒤 자네르랑
- 마크 시티
- 티에리 네네즈
- 스테파네 드박
- 장 레스콧
- 윌프레드 베나이치
- 라인하트 와그너
- 마누엘라 고우라리

## 제작진
- 각색: 크리스토퍼 파라티에
- 각색: 줄리앙 라페노
- 각색: 크리스토퍼 파라티에
- 각색: 줄리앙 라페노
- 각색: 피에르 필립
- 협력프로듀서: 로메인 르 그랜드
- 미술: 진 라바세
- 의상: 캐린 사파티
- 배역: 실비 브로쉐레